# Морські крайти
Морські крайти (Laticaudinae) — підродина отруйних змій з родини Аспідові. Раніше вважалися окремою родиною. З 1987 року зараховуються до родини аспідових. Інша назва «пласкохвості морські змії». Має 2 роди.

## Опис
Загальна довжина представників цієї підродини досягає 3,6 м. Мають гладеньку черепицеподібну луску. Для них характерно бічне розташування носових щитків, наявність міжносових та піднебінних щитків, позаду предчелюстной кістки розташові сольові залоза. Задній край отруйних залоз простягається до заднього кута рота. Верхньощелепна кістка рухомо з'єднана з ектоптерігоідом. Черевні та спинні відростки хвостових хребців не подовжені. Підхвостові щитки парні. Ніздрі бічні, як у наземних змій. Носові щитки розділені міжносовимими щитками. Щитки голови симетричні, правильної форми. Черевні щитки широкі (ширше, ніж половина ширини тулуба), без серединної вирізки й без медіального кіля.

## Спосіб життя
Морські мешканці, але також частково наземні змії, нерідко зустрічаються у скельних або коралових ущелинах уздовж узбережжя та у мангрових болотах, іноді на великій відстані від морського берега. Активні вночі, іноді у рифах з'являються у денний час. Всі види отруйні, отрута дуже токсична.
Це яйцекладні змії, самиця відкладає яйця на суші.

## Розповсюдження
Мешкають в Індійському та Тихому океанах.

## Роди
- Laticauda
- Pseudolaticauda